# 呂昆錡
呂 昆錡（ル・クンチ、1985年2月6日 - ）は、台湾出身のサッカー選手、コーチ。チャイニーズタイペイ代表の正GKを長く務めた。台湾でのニックネームは「台湾のブッフォン（台灣布馮）」。

## 経歴
台南県（現在の台南市）にて3人兄弟の末っ子として生まれる。10歳のときサッカーを始め11歳からGKを務めている。17歳でU-21代表に選出、続いて18歳でU-23代表選出、A代表には19歳でたどり着いた。A代表デビューは2004年10月14日に行われた2006 FIFAワールドカップ・アジア予選のパレスチナ戦。この試合で好プレーを披露し、それ以来A代表の正GKの座を確保している。国内リーグでも活躍を見せ2005年シーズンの最優秀GKに選出された。
2005年6月にジュビロ磐田の元監督、鈴木政一が台湾サッカーの強化ならびに若手発掘のために同国に訪れた際に行われたテストではうまくアピールすることが出来ず。その一ヵ月後、国立台湾体育学院の教授のサポートを受け、日本でトレーニング・テストを受けることが出来た。そのトレーニングを受け入れたのが横浜FCとジェフユナイテッド市原・千葉である。しかし、両チームでも入団するに至らなかった。2006年10月、チャイニーズタイペイ代表の今井敏明監督の推薦の元、再度日本でテストを受けることが可能になり、横浜F・マリノスで2週間のトレーニングを行った。横浜F・マリノスでも入団することはかなわなかったが2007年3月9日に東北社会人サッカーリーグのグルージャ盛岡と契約。同年6月10日の古河電池FC戦で83分から途中出場し、グルージャ盛岡でのデビューを果たした。
その後帰国し、複数チームを渡り歩いた2018年に現役を引退、高雄陽信の誘いもあり、GKコーチに就任した

## エピソード
- 好きな選手はジャンルイジ・ブッフォンと川口能活。
- 寿司、刺身、ラーメン、カレーが好物。

## 所属クラブ
- 2003-2006  国立台湾体育学院
- 2007  グルージャ盛岡
- 2008-2009  国立台湾体育学院
- 2009-2010  NSTC
- 2010-2018  台湾電力足球隊

## 脚註
1. ↑  “首度進球超嗨　呂昆錡：知道我多渴望了吧”. TSNA專業體育新聞團隊. (2018年11月17日).  オリジナルの2020年9月1日時点におけるアーカイブ。 2020年9月1日閲覧。
2. ↑  中国時報 (2019年5月25日). “台灣布馮加持 陳巧倫脫胎換骨”. 翻爆 2021年6月9日閲覧。{{cite news}}:  CS1メンテナンス: 先頭の0を省略したymd形式の日付 (カテゴリ)